# Željko Pahek
Željko Pahek (født 1954, Županja, Kroatien, Jugoslavien) er en kendt serbisk og kroatisk tegneserietegner.
Paheks vigtigste serier er "La Légion des imperméables" ("The Legion Of The Waterproof"), "Moby Dick" og "Error data (Chronicles by a Burnt Out Robot)".